# Соціальна інформація
Соціальна інформація — це сукупність інформації, що використовується соціальним групами для регулювання їхньої діяльності через спілкування. В людських спільнотах її складають відомості, знання, дані, що формуються в суспільстві та використовуються індивідами, соціальними групами, організаціями для регулювання соціальної взаємодії, суспільних відносин та процесів. Вся інформація, що створюється та використовується в суспільстві — соціальна. Головні категорії соціальної інформації людини — це історія, закони та соціальне знання.

## Визначення
За Віктором Афанасьєвим, це знання, повідомлення, відомості про соціальну систему, а також про системи природи тією мірою, якою їх використовує суспільство.
За Норбертом Вінером, соціальна інформація — це визначення змісту, одержаного із зовнішнього світу в процесі пристосування й почуттів людини до нього.
Аркадій Урсул стверджує, що якими б не були джерела інформації, вона стає соціальною за своєю природою, щойно потрапляє у сферу діяльності людини й використовується нею.
Володимир Пархоменко характеризує соціальну інформацію як знання про результат творчої праці людини, які свідомо переведені в ранг інформації, роблячи її доступною для використання суспільством.
Згідно з Ервінгом Гофманом, соціальна інформація — це більш-менш усталена інформація про особу, що визначає ставлення до неї як до «нормальної» чи «стигматизованої» та відповідно будувати стосунки. Стигма тут — унікальна риса, що дозволяє людям, котрі її не мають, судити про моральний статус її носія.

## Характеристики соціальної інформації
Соціальна інформація в найзагальнішому її розумінні створюється й використовується різними соціальними істотами, зокрема й людиною, для регулювання активності груп шляхом отримання інформації про довкілля через інших індивідів. Вона містить соціальні сигнали (наприклад, про те, що й де знаходиться) та публічну інформацію, в якій розкриваються деталі сигналів (наприклад, якої воно якості). Її основу складає інформація про наявність засобів задоволення потреб і перепони в їх задоволенні (наявність їжі, хижаків, статевих партнерів і т.п). Соціальна інформація виникає локально, після чого поширюється іншим індивідам різними засобами комунікації. Організація соціальної інформації для її використання в діяльності групи зумовлюється соціальним статусом учасників групи. Наприклад, у зграї тварин може бути вожак, який транслює підлеглим куди рухатися.
Для обробки соціальної інформації розвинулися спеціалізовані нервові механізми: сприйняття соціальних сигналів через феромони за допомогою вомероназального органа; формування соціальної пам'яті за допомогою імпринтингу та короткочасного розпізнавання; батьківська та шлюбна поведінка, а також нейральна фіксація соціального досвіду. Окрему частку соціальної інформації складають емоції — короткочасні, напружені почуття, спрямовані на певний предмет, та настрій — триваліші, м'якші, розсіяні почуттями без чітко визначеної причини. Соціальна інформація надає даним виміру оцінки, суб'єктивності, тому тісно пов'язана з соціальним статусом і відповідно авторитетністю. Обмін соціальною інформацією між індивідами та організаціями підтримує соціальні мережі (в їх широкому розумінні). Соціальна інформація також має характеристику «вірусності», що полягає в її поширенні та багаторазовому відтворенні за порівняно короткий час у соціальній мережі.
Людина розвинула окрему сферу діяльності — культуру, що являє собою сферу знаків, які не існують незалежно від людини. Зв'язок означуваного та означника в людини залежить від діяльності розуму, і може активно змінюватися. Завдяки цьому людина здатна ефективно оперувати абстрактними поняттями, виражати те, чого не існує в чуттєвій формі, але що має значення для організації людської діяльності.
Головними категоріями соціальної інформації слугують історія (запис існування та розвитку людей і їхніх об'єднань), закони (правила, встановлені рішенням авторитету, суспільства, чи звичаєм) та соціальне знання (знання, що находить від навчання, досвіду чи інструкцій; сума або діапазон того, що було сприйнято, відкрито чи вивчено суспільством в цілому). Будь-які медіа можуть слугувати носіями соціальної інформації для людини. В широкому розумінні медіа є будь-яка певним чином зафіксована знакова система, як-от усна мова, зображення чи друкований текст. Проте зазвичай під медіа ті засоби та канали комунікації, що послуговуються технікою: радіо, телебачення, інтернет, поширення знімних носіїв інформації, котрими формується середовище комунікації.
Розвиток комп'ютерної техніки зумовив створення, фіксування та обробку соціальної інформації на вебсайтах, де за машинного посередництва соціальні сигнали набувають форми цільової реклами, рекомендацій контенту на основі попередньої активності. Принципи інтерактивності, користувацького вмісту, на яких базується Web 2.0, сприяють збільшенню обсягу соціальної інформації та зростанню значення контексту в ній. Водночас, соціальна природа інформації у Web 2.0 слугує чинником популярності соціальних мереж — вебсайтів. У таких соцмережах соціальна інформація передусім використовується для пошуку іншої інформації, організації заходів та створення точок взаєморозуміння. Ці випадки використання інформації підтримуються такими технічними можливостями, як оновлення статусу, обмін медіа, поширення застосунків, посилання та формування груп.
При обігу інформації в соціальних системах людини вона може слугувати: засобом організації систем, за допомогою якого здійснюється правове регулювання відносин між суб'єктами через нормативно-правові акти, судові рішення і т. д.); мірою оцінки й характеристики організованості систем; джерелом одержання знань при освіті й вихованні; джерелом інформування про події та явища; джерелом для прийняття рішень; джерелом шкідливого впливу на людину й суспільство; об'єктом інтелектуальної власності; товаром у процесах її створення, зберігання й використання, передачі й поширення.

## Соціальна інформація в управлінні
Управління необхідне за тих умов, коли виникає потреба в об'єднанні дій певної кількості людей заради досягнення спільної мети. Для узгодження їхньої діяльності встановлюються спільні цілі, шляхи їх реалізації і відбувається їхнє спрямування на поведінку кожного члена спільноти.
За функціями управління соціальна інформація поділяється на: вихідну, організаційну, регулюючу, облікову і контрольну. За постійністю вона буває соціально мінлива та інваріантна. Соціально мінлива інформація містить сліди ідеологічних стереотипів, відносин між соціальними групами, відображає потреби, інтереси і психологічні характеристики соціальних груп і колективів.
Соціальна інформація сприяє і стихійному розподілу завдань, коли люди працюють задля спільної мети без прямого керівництва. В результаті досягається баланс спільноти як системи навіть за відсутності міжособистісного спілкування. Вікіпедія чи Stack Overflow слугують прикладами саморегульованої системи, де завдяки соціальній інформації люди допомагають одні одним без жодної винагороди. Водночас зі збільшенням складності рішення потенціал емоцій та упереджень впливати на результат зростає.